# Achille Richard
Achille Richard, född den 27 april 1794 i Paris, död den 5 oktober 1852, var en fransk botaniker och läkare. 
Richard var apotekare i franska flottan och ledamot i flera på den tiden välkända samfund. Han var en av sin tids ledande botaniker och hans böcker värderas än idag för sina klarheter och precision. Han studerade och beskrev ett flertal släkten orkidéer, däribland Juvelorkidésläktet.
Den 24 februari 1834 blev han ledamot i Franska vetenskapsakademin och var även ledamot i Académie nationale de médecine.
Han var son till botanikern Louis-Claude Marie Richard.
Auktorsnamnet A.Rich. kan användas för Achille Richard i samband med ett vetenskapligt namn inom botaniken; se Wikipediaartiklar som länkar till auktorsnamnet.